# Index (album)
Index è il primo album in studio della cantante spagnola Ana Mena, pubblicato l'11 maggio 2018.

## Tracce
1. Ya es hora (con Becky G e De La Ghetto) – 3:26
2. Mentira (feat. RK) – 3:23
3. Ahora lloras tú (feat. CNCO) – 3:27
4. Entrégame (feat. Descemer Bueno) – 3:02
5. Mama (con Matt Terry) – 3:20
6. Las cuentas – 3:06
7. Aprendí a olvidar (feat. Solero) – 3:30
8. Te deseo le mejor – 3:41
9. No soy como tú crees – 2:59
10. Loco como yo – 2:48
11. Se fue – 3:46
12. Oh Baby – 3:36